# Megalestes distans
Megalestes distans är en trollsländeart som beskrevs av James George Needham 1930. Megalestes distans ingår i släktet Megalestes och familjen Synlestidae. IUCN kategoriserar arten globalt som livskraftig. Inga underarter finns listade i Catalogue of Life.